# Missions pallottines du Cameroun

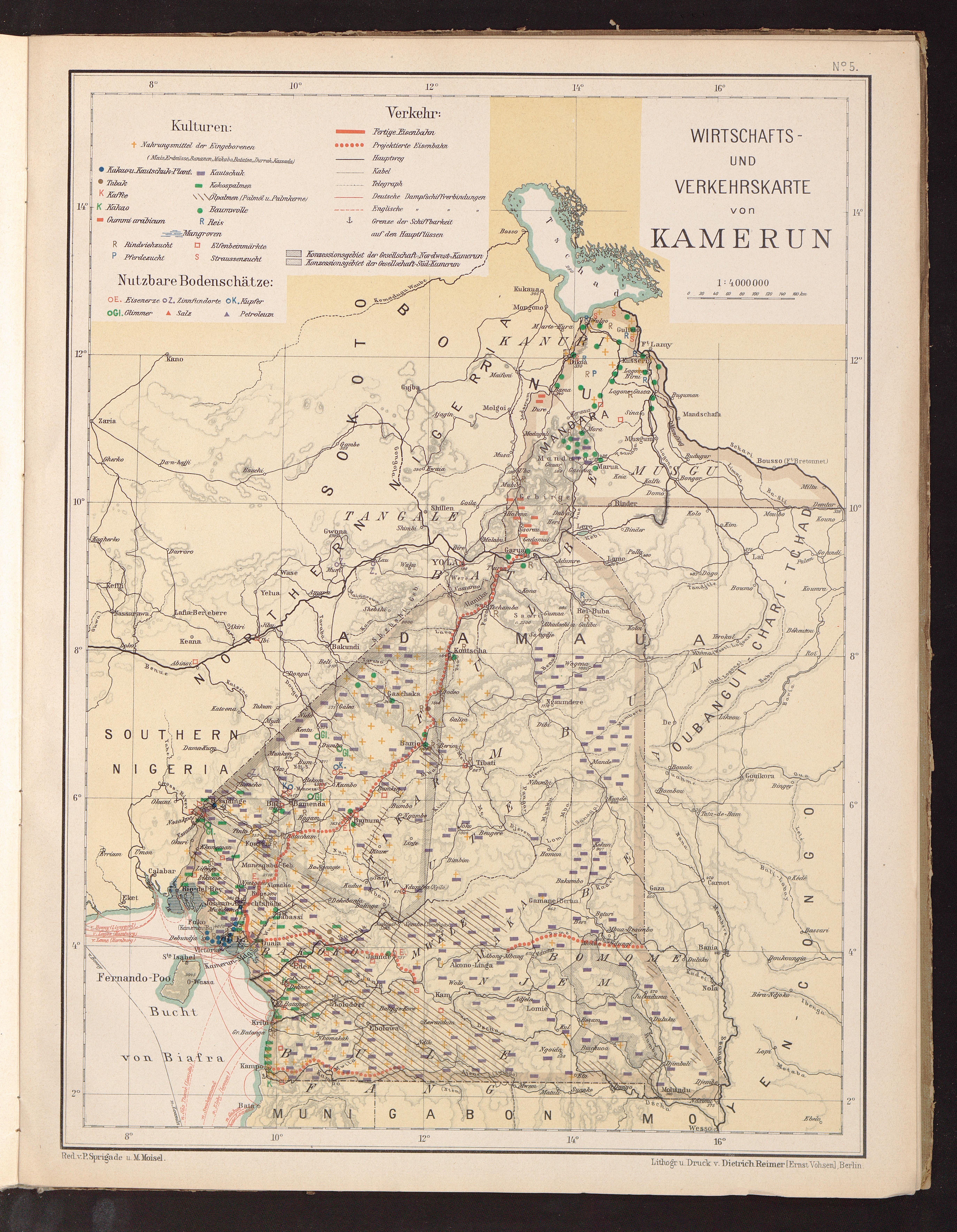
Carte du Kamerun

Les missions pallottines du Cameroun sont des missions catholiques ouvertes par la congrégation des pallottins à la fin du XIXe siècle et au début du XXe siècle au Cameroun, à l'époque colonie allemande sous le nom de Kamerun.

## Historique
Lorsque Guillaume II décide de doter l'Empire allemand de colonies face à l'Angleterre et à la France, le Kamerun, où étaient déjà ouverts des comptoirs commerciaux, devient colonie allemande en 1884. Les autorités coloniales allemandes sont en majorité protestantes et le Kulturkampf est encore récent. Elles interdisent aux prêtres missionnaires français fort actifs en Afrique de s'installer sur ses terres et ne donnent la permission qu'en 1886 aux prêtres catholiques allemands d'y ouvrir des missions. C'est la congrégation des pallottins qui est choisie et qui reçoit le droit d'envoyer des Allemands ou des Suisses alémaniques.
Cette permission ne leur est donnée qu'à condition de ne pas se mettre en concurrence avec les pasteurs envoyés par la Mission protestante de Bâle qui y est déjà installée; de n'accepter aucun ordre d'autorités non-allemandes; et de n'engager à son service que des Allemands ou des indigènes; et enfin de ne communiquer et de n'enseigner qu'en langue allemande.
Huit pères pallottins arrivent à Douala le 25 octobre 1890 sous la direction du P. Heinrich Vieter; mais les pasteurs presbytériens déjà installés s'opposent à leur venue, si bien que les pères doivent emménager à Marienberg à côté d'Édéa.
Au cours des vingt-trois années qui suivent, les pères pallottins ouvrent des missions et des écoles à Kribi, Édéa, Bonjongo, Douala, Batanga, Yaoundé, Ikassa, Minlaba, Sasse, Victoria-Bota, Dschang, Ossing (Mamfé), et dans le faubourg de Deido à Douala. Ils ouvrent un couvent à Bonjogo en 1899. Le premier pallottin camerounais, André (Andreas) Mbangué, prononce ses vœux en 1899. Le Kamerun est érigé en vicariat apostolique en 1905 avec Mgr Vieter à sa tête. Le P. Hermann Skolaster, futur écrivain, fonde la mission d'Andreasberg.
Lorsque les Alliés de la Campagne d'Afrique de l'Ouest arrivent à Yaoundé en 1916, les pallottins sont obligés de fuir vers le sud avec le corps expéditionnaire allemand et de se réfugier en Guinée espagnole. Ils emmènent avec eux les villageois d'Ewondo (d'ethnie beti) commandés par Charles Atangana (1880-1943), fidèle aux prêtres allemands.
L'Allemagne perd le Kamerun et l'Empire wilhelminien s'écroule. la France et le Royaume-Uni se partagent la colonie, mandatées par la Société des Nations. La France de la IIIe République permet aux spiritains de remplacer les pallottins dans les missions.
Les pallottins allemands sont retournés au Cameroun indépendant en 1964.